# 清水重憲
清水 重憲 （しみず しげのり、1974年7月10日-）は、日本のプロゴルフキャディー。大阪府八尾市出身。近畿大学卒業。
2023年4月16日の関西オープン(泉ヶ丘カントリークラブ(大阪))で、今大会が初めてのタッグとなる蟬川泰果選手がプロ初優勝を果たしたと同時に、清水キャディーも国内最多となる通算40勝を達成した。。
2007年に帯同した谷口徹と上田桃子がそれぞれ賞金王と賞金女王になり、キャディとしての能力を高く評価されている。
ダイワ、イオミック所属。帯同したプロは田中秀道、谷口徹、上田桃子、イ・ボミなど。公式ハンディキャップは10。愛称は、「ノリ」、「ノリさん」。

## 来歴
1974年7月10日、大阪府八尾市に生まれる。
近畿大学附属高等学校に入学、野球部に在籍した。
近畿大学に進学し、ゴルフ部に所属、同大学を卒業する。1996年、大学の先輩である杉本周作のキャディーを皮切りに、田中秀道の専属としてキャリアをスタートする。1997年にプロキャディーとなり、翌1998年には田中秀道に帯同して日本オープンの優勝を含む年間3勝を上げるなど活躍した。のちに清水はキャディの基礎をこの田中から徹底的に学んだと回顧している。
2004年から谷口徹と年間専属キャディー契約を締結し、同年には日本オープンの優勝など谷口の年間4勝に貢献したほか、2007年には谷口を5年ぶり2度目の賞金王に導くなど、谷口は「自分のやりたいことを分かってくれる」と全幅の信頼を寄せている。
また、2007年に、江連忠の仲介により上田桃子とレンタル契約。谷口の試合が開催されない週には上田にフル帯同し、ミズノクラシックでのLPGAツアー初優勝など、上田をも賞金女王に導き、谷口の賞金王とあわせて史上初の「男女2冠キャディー」となった。
積み重ねてきた勝利は2015年11月15日、イ・ボミの伊藤園レディース優勝で現役キャディー最多の通算30勝に至った。
2016年6月27日、イ・ボミに帯同したアース・モンダミンカップでの優勝は自己通算33勝目となった。これにより、通算32勝の佐野木計至を上回り、単独となる最多勝キャディーとなった。

## 人物
性格
日常は、明るく陽気な性格で周囲をなごませるが、試合では私情を持ち込まず冷静沈着な姿勢を心がけ、選手より前面に出ることを嫌い、あくまでサポートに徹する寡黙なキャディーとなる。試合運びの中では、めったに熱くならず、また必要以上に落胆することもないため、プロ選手からの信頼が大きい。
ただ、希少な例として、2007年2月初戦のフィールズオープンにおいて、帯同した上田桃子とパッティングのアドレスの取り方を巡ってコース上で口論に発展するほどの姿を見せたが、その後上田を諭し助言を聞き入れた上田のスコアが安定して以来、上田から全幅の信頼を寄せられている。
趣味
スパ・サウナ、野球観戦。
収入
プロ選手が獲得した賞金の一部を定率で報酬とするプロキャディは、収入の厳しい者が少なくない。しかし、清水の帯同したプロの成績はおしなべて優秀であり、地元大阪に一戸建住宅を建設するに至った。

## 帯同したゴルファー
帯同したゴルファーと帯同の際にツアー優勝したデータの一部を以下に示す。
- 田中秀道 - 6勝('98×3、'99、'00、'01、2015年11月20日現在)[1]
- 谷口徹[5] - 8勝('04×2、'05、'06、'07×3、'09、2015年11月20日現在)[1]
- 上田桃子[5] - 2勝('07、'09、2015年11月20日現在)[1]
- イ・ボミ[5] - 9勝('13、'14×3、'15×6、2015年11月20日現在)[1]
- 蟬川泰果 - 1勝('23、2023年04月16日現在)

ほかに、井上真由美('02)、諸見里しのぶ('09)、平塚哲二('11)、藤田寛之('14)など。

## エピソード
谷口と上田への帯同
2007年の日立3ツアーズ選手権において、共にエースキャディーを務め、両者とも賞金王・賞金女王となった谷口徹と上田桃子の対戦が組まれたが、清水は上田に付いた。大会前に上田が早々に打診し、谷口が渋々了承したためである。さらに、上田桃子が2008年2月の米女子ツアーSBSオープン、フィールズオープンへの清水の帯同を要望したところ、谷口徹は同2月の米ツアーノーザントラストオープン、アクセンチュア・マッチプレー選手権2試合への出場を表明。「来年は海外も全部ノリ（清水重憲の愛称）を連れていくよ」と上田への帯同を拒否した。